# Yankiel León
Yankiel León Alarcón (født 26. april 1982 i Jobabo) er en cubansk amatørbokser, som konkurrerer i vægtklassen bantamvægt. Leóns største internationale resultat er en sølvmedalje fra Sommer-OL 2008 i Beijing, Kina. Han har også en guldmedalje fra junior-VM i 2000. Han repræsenterede Cuba under Sommer-OL 2008 hvor han vandt en sølvmedalje efter Enkhbatyn Badar-Uugan fra Mongoliet.